# Ахвердов, Николай Исаевич
Николай Исаевич Ахвердов (1754—1817) — российский государственный деятель и педагог, гражданский губернатор Архангельской губернии (1797—1798), генерал-лейтенант.

## Биография
Родился 20 сентября (1 октября) 1754 года. Отец — Исай Васильевич Ахвердов, секунд-майор Грузинского гусарского полка, мать — княжна Анна Герасимовна Челокаева (Чолокашвили). Братья: Фёдор Исаевич (1773—1820) и Александр Исаевич (1762—1810) Ахвердовы.
После окончания в 1776 году[уточнить] Сухопутного шляхетского кадетского корпуса с чином поручика и золотой медалью, был выбран в спутники графу Алексею Бобринскому для командирования в Германию, Англию, Францию и Италию с целью изучения памятников искусства.
В 1779 году, после возвращения из-за границы, был произведен в секунд-майоры с назначением в Кадетский корпус офицером-воспитателем.
В 1782—1788 годах служил в Экспедиции о государственных доходах.
В 1788—1797 годах служил при правителе Колыванского наместничества.
В 1797—1798 годах служил гражданским губернатором Архангельской губернии.
С 1799 года служил преподавателем великих князей Николая и Михаила, преподавал им русский язык, историю и географию и арифметику.
С 1806 года — почётный член Императорской Академии художеств, с 1811 года — почётный член «Общества любителей российской словесности». Генерал-лейтенант  с 1807 года, по официальным сведениям — не ранее 1809.
Был награждён орденами Св. Анны 1-й степени и Св. Владимира 4-й степени.
Умер 8 (20) июля 1817 года. Похоронен на Волковском православном кладбище в Санкт-Петербурге. Надгробная надпись гласила: «Служил государям и отечеству с верою и честью в офицерском чине 43 года. По добродетельной жизни и отличным своим достоинствам был избран к наставлению и преподаванию многих наук Их Императорским Высочествам, благоверным государям великим князьям, при которых находился 15 лет неотлучно…».

## Сочинения
- Басня «Волк-судья» (1790)
- переводы: трактат А.-Р. Менгса — «Письмо к дону Антонио Понзу», книги Христиана Геллерта — «О воспитании» и «Описание Константинополя».

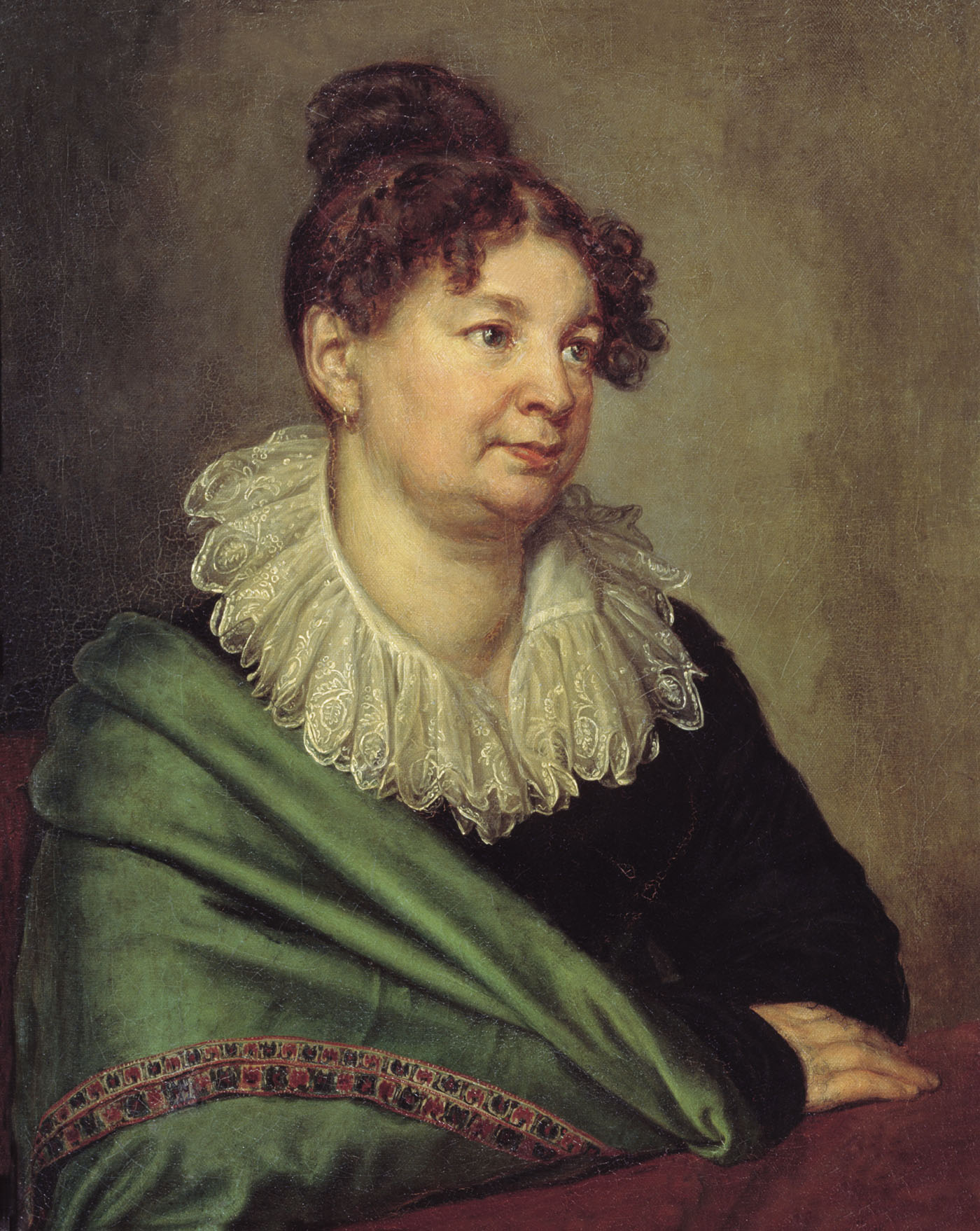
Екатерина Борисовна Ахвердова.
Портрет кисти А. Г. Варнека

## Семья
Жена — Екатерина Борисовна Ахвердова, урождённая Меллер (1772—1852) — дочь правителя Колыванского наместничества Б. И. Меллера.